# حسين العباسي
حسين العباسي هو الأمين العام للاتحاد العام التونسي للشغل منذ 29 ديسمبر 2012. وهو أول أمين عام للمنظمة بعد الثورة.

## النشأة

### الطفولة
ولد حسين العباسي في 19 أوت 1947 بمدينة السبيخة من ولاية القيروان ابن فلاح صغير وبسيط لا يزال إلى حدّ الآن على قيد الحياة يمارس مهنة الفلاحة والزراعة.

### العمل
اشتغل في بداية حياته معلما ثم صار قيّما مرشدا بالمعاهد الثانوية في سنة 1973.

### النشاط النقابي
تحمّل أول مسؤولية نقابية كعضو في نقابة أساسية ثم عضو في النقابة الجهوية للقيمين وفي سنة 1983 صار عضوا في النقابة العامة للقيمين وفي سنة 1997 انتخب عضوا في الاتحاد الجهوي بالقيروان ثم في سنة 2002 تحمل مسؤولية كاتب عام للاتحاد الجهوي بالقيروان وفي مؤتمر المنستير في سنة 2006 تمّ انتخابيه عضوا بالمركزية النقابية وكلّف بقسم التشريع.
ناشط جدا في مجال حقوق الإنسان ويعرف عنه في القيروان مواقفه المنحازة دائما إلى العمل النقابي وإلى مصلحة وحقوق العمال هادئ ويستمع بانتباه وله قدرة على التعامل السلس وعلى العمل المتواصل لساعات طويلة ونجح في إدارة قسمين معا هي أقسام التشريع والنزاعات والدراسات والتوثيق مما جعله يطلع على كل الملفات الفنية والقانونية وتعامل مع عدد مهم من الخبراء والمختصين والجامعيين والمحامين.
يُعرف أيضا بتواضعه وبجديته في معالجة الملفات وطيلة سنوات تعامل باحترام كبير مع زملائه.

## العائلة
حسين العباسي أب لأربعة أبناء وأحد أبنائه يشغل خطة أستاذ جامعي في العلوم الاقتصادية.

## في الاتحاد العام التونسي للشغل

### خطة امين عام
بعد عملية فرز الأصوات في انتخابات المكتب التنفيذي للإتحاد العام التونسي للشغل تحصل حسين العباسي على 332 صوتا ليتصدر المرتبة الأولى من حيث عدد الأصوات ويصبح بذلك أمينا عاما لإتحاد.

## أعماله
-تونس الفرص المهدورة

## وصلات خارجية
- حسين العباسي على موقع مونزينجر (الألمانية)

الموقع الرسمي للاتحاد العام التونسي للشغل